# Astragalus temirensis
Astragalus temirensis är en ärtväxtart som beskrevs av Mikhail Grigoríevič Popov. Astragalus temirensis ingår i släktet vedlar, och familjen ärtväxter. Inga underarter finns listade i Catalogue of Life.